# Richmond (Rhode Island)
Pour les articles homonymes, voir Richmond.
Richmond est une ville américaine (town) située dans le comté de Washington, dans l'État de Rhode Island.

## Géographie
La municipalité s'étend sur 40,72 milles carrés (105,46 km2), dont 40,29 milles carrés (104,35 km2) de terres. 
|           | Exeter      |                        |
| Hopkinton | Richmond    | Exeter South Kingstown |
|           | Charlestown |                        |

## Démographie
D'après le recensement de 2010, elle compte 7 708 habitants.

## Villages
Richmond comprend plusieurs villages :
- Alton (en)
- Arcadia (en) (partagé avec Exeter)
- Barberville (en) (partagé avec Hopkinton)
- Carolina (en) (partagé avec Charlestown)
- Hillsdale
- Kenyon (en)
- Shannock (en)
- Usquepaug (en) (partagé avec South Kingstown)
- Wood River Junction (en)
- Woodville (en) (partagé avec Hopkinton)
- Wyoming (en)

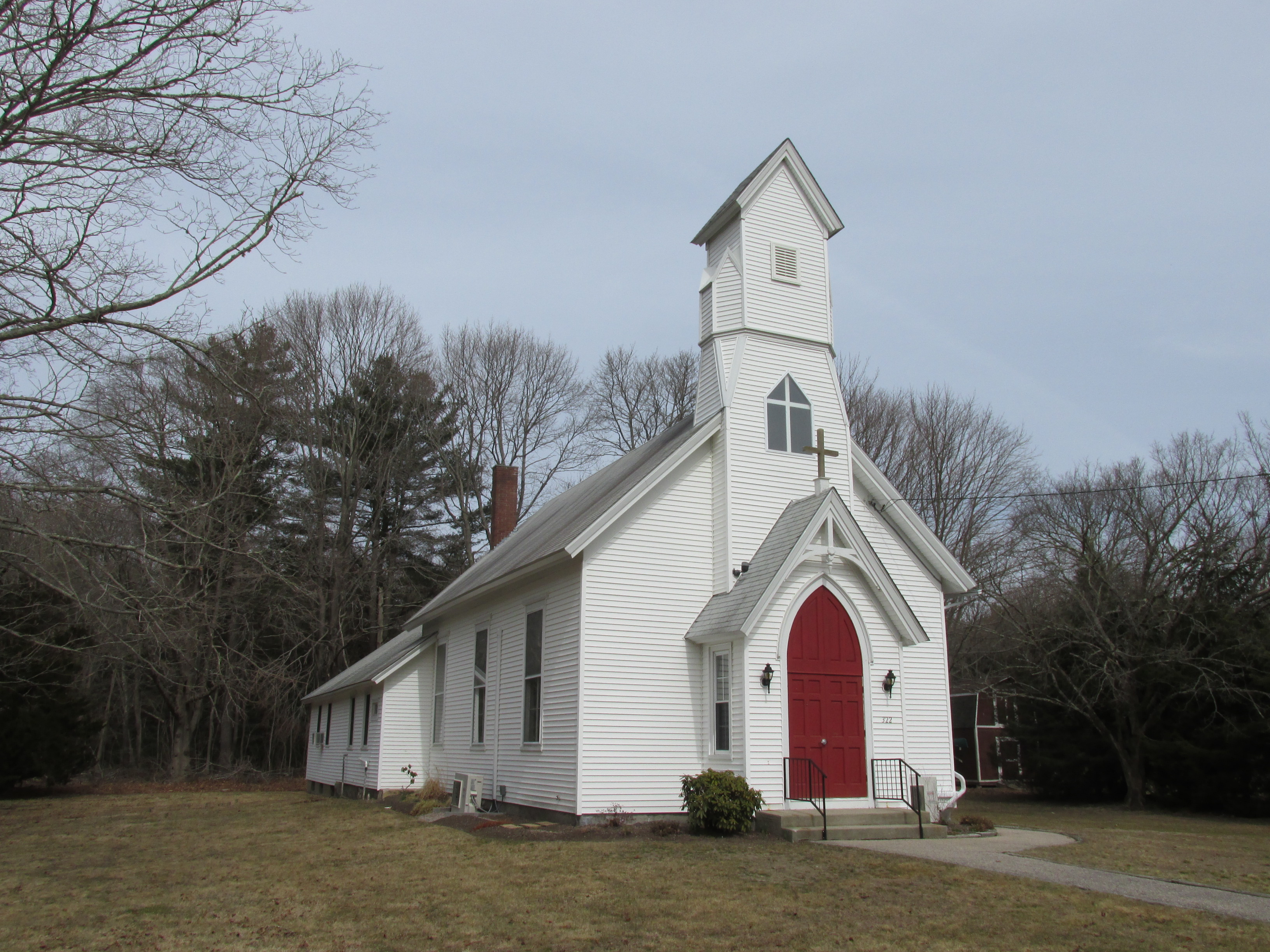
Une église d'Alton
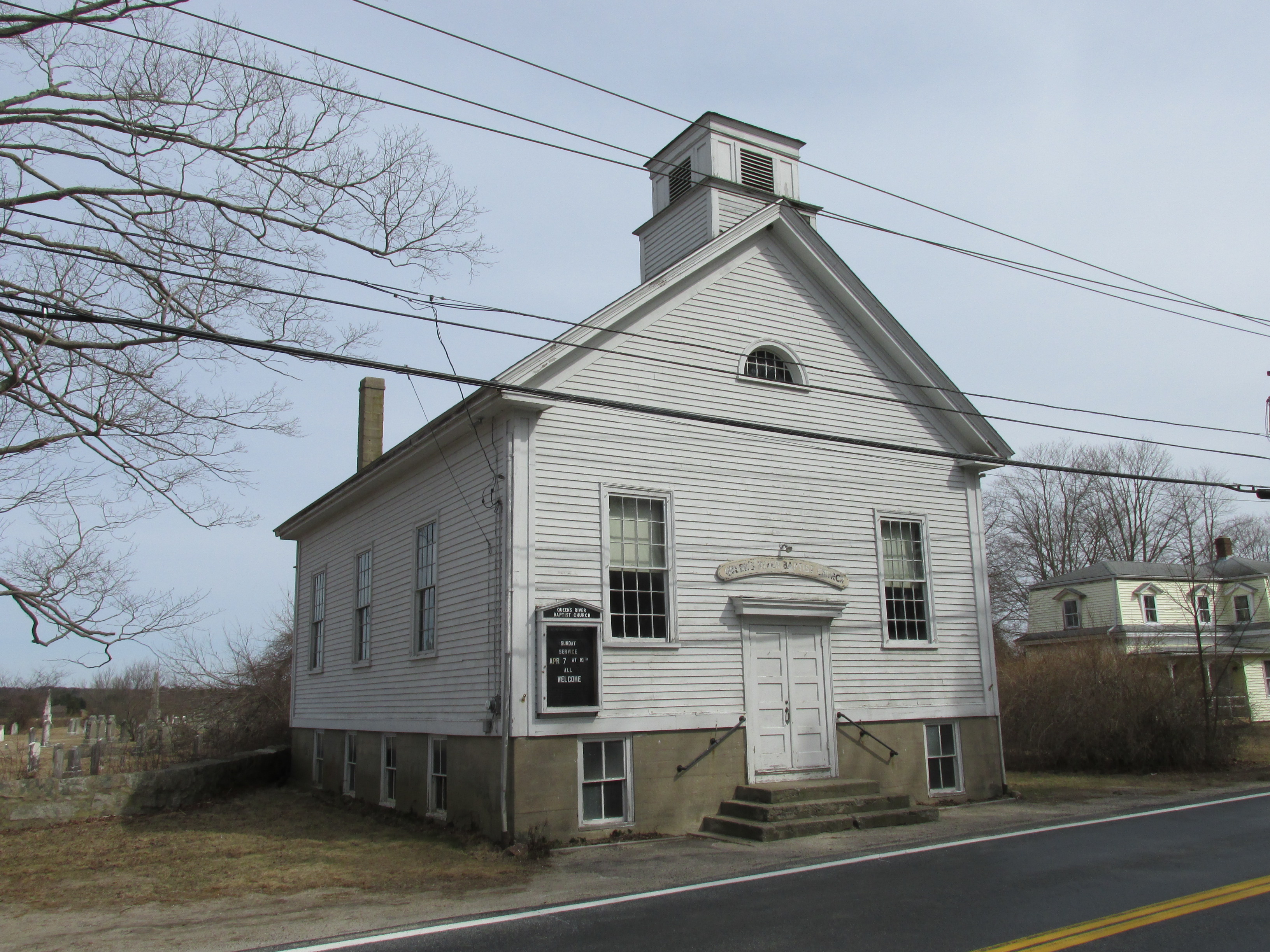
Une église d'Usquepaug
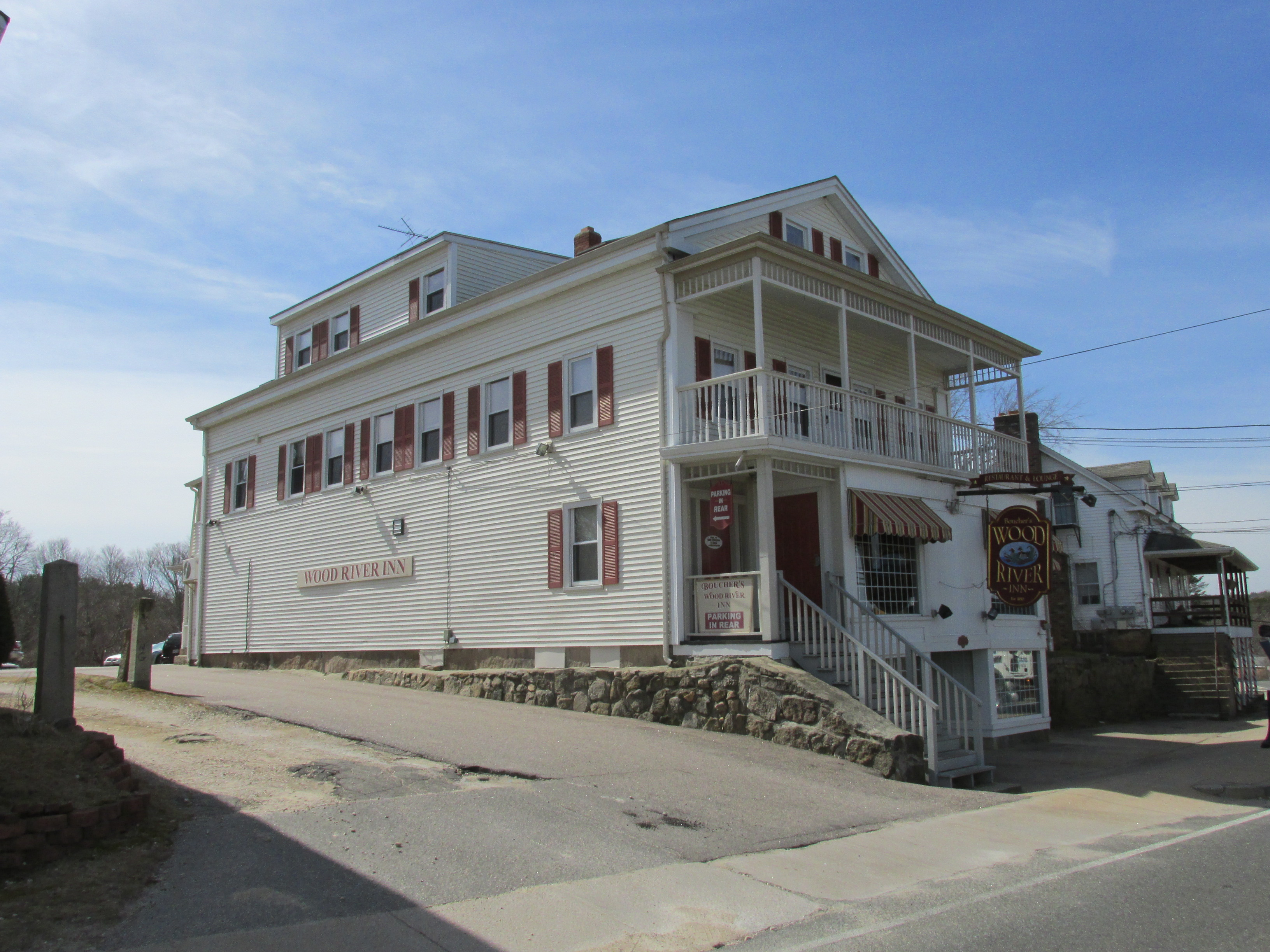
Le Wood River Inn à Wyoming